# ニューコム (駆逐艦)
ニューコム (USS Newcomb, DD-586) は、アメリカ海軍の駆逐艦。フレッチャー級駆逐艦の1隻。艦名は米西戦争で活躍したフランク・ニューコム代将にちなむ。

## 艦歴
「ニューコム」はボストン海軍工廠で1943年3月19日に起工し、7月4日にC・C・ボウマン夫人によって進水。艦長L・B・クック中佐の指揮の下1943年11月10日に就役する。
就役後、「ニューコム」は西インド諸島での整調を終えたあと太平洋方面に回航され、1944年4月4日からは日本軍が残っていたミリ、ウォッジェ、ジャルートの各環礁近海での対潜掃討に従事。5月29日から8月5日の間は第56駆逐部隊旗艦としてサイパンの戦いおよびテニアンの戦いで火力支援部隊の護衛に任じる。そのさなかの6月22日朝、ニューコムは掃海駆逐艦「チャンドラー|USS Chandler, DMS-9) 」とともに輸送船団を護衛中、ソナーで潜水艦「伊185」を探知する。「ニューコム」と「チャンドラー」は3時間近くも爆雷を投下し、やがて「伊185」からの残骸と油を確認した。サイパンの戦いは、7月4日に日本軍のバンザイ突撃で事実上終わった。
8月中はエニウェトク環礁とツラギ島に回航され、9月6日から10月1日まではペリリューの戦いに加わり、引き続き火力支援部隊の護衛を行う一方で自らも23発の砲弾を日本軍拠点に撃ち込み、また水中爆破班の支援にあたった。10月12日からはレイテ島の戦いとその事前攻撃で水中爆破班支援と妨害のための夜間照射を実施した。10月25日未明のスリガオ海峡の夜戦では、ニューコムは駆逐艦「リチャード・P・リアリー (USS Richard P. Leary, DD-664) 」および「アルバート・W・グラント (USS Albert W. Grant, DD-649) 」を従えて西村祥治中将率いる日本艦隊に正面から突撃する。「ニューコム」は魚雷を5本発射し、うち1本は戦艦「山城」に命中したと判定された。ところが、断末魔の「山城」から反撃を受けたため魚雷発射後に即座に反転して北方に向かい、「ニューコム」と「リチャード・P・リアリー」は被弾しなかったが、「アルバート・W・グラント」には「山城」の副砲弾が命中し、さらには味方の軽巡洋艦「デンバー (USS Denver, CL-58) 」と「コロンビア (USS Columbia, CL-56) 」からのものと思われる砲弾も命中して損傷した。この古典的な海戦を含むレイテ沖海戦は、ダグラス・マッカーサー陸軍大将のフィリピン帰還を大きく助け、一方で日本海軍の脅威にピリオドを打った。海戦の後、「ニューコム」は「アルバート・W・グラント」に救護班を派遣し、動けない同艦を曳航して戦場から後退した。「ニューコム」「リチャード・P・リアリー」と「アルバート・W・グラント」の「山城」への突撃は、世界戦史上最後の戦艦への駆逐艦の突撃であった。
フィリピン水域において「ニューコム」は、しばしば神風の脅威にもさらされ、その合間を縫ってフィリピン各地の奪回作戦に参加。12月9日のオルモック上陸作戦では上陸部隊の掩護を行い、ミンドロ島の戦いの従事中の12月19日から12月24日には激しい神風攻撃から船団を守り通した。1945年1月6日のリンガエン湾上陸当日にも神風攻撃にさらされ、「ニューコム」には神風ではなく味方の対空砲火の流れ弾が命中して損傷し、戦死2名、負傷15名を出した。1月24日までリンガエン湾で支援を行ったあとウルシー環礁に移り、2月10日から3月10日までは硫黄島の戦いに参加。2月25日に潜水艦を探知して攻撃を行ったが、その結果はわからなかった。

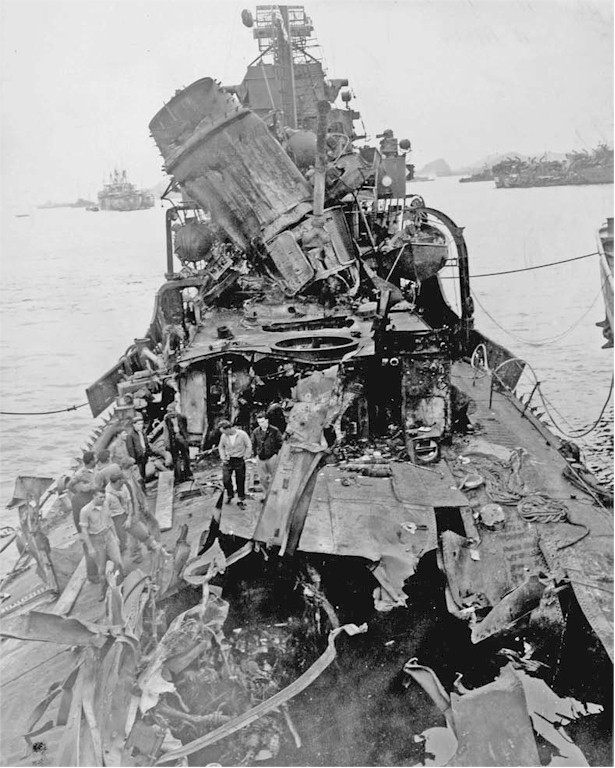
破壊されたニューコムの中央部

3月21日、「ニューコム」は沖縄戦に加わるためウルシーを出撃し、沖縄戦開始後は伊江島近海で水中爆破班と掃海部隊の支援に従事。4月6日午後、日本軍は菊水一号作戦を発動して神風を大量投入。空は少なくとも40機はいるであろう神風と、対空砲火からの黒煙で埋め尽くされていた。「ニューコム」は高速で回避運動を行い、16時25分と17時には神風を撃墜。いったん神風の飛来が止まったので、モートン・デヨ少将の火力支援部隊に合同するため25ノットの速度で航海を開始した。しかし、中休みは間もなく終わり、対空砲火から逃れていた神風が突入してきた。「ニューコム」は対空砲火を撃ちあげたものの、1機が二番煙突に突入し、間を置かず2機目が砲塔に、3機目が船体中央部にそれぞれ命中して船体中央は火を噴く廃墟と化した。「難破船荒らしに襲われたかのように」不随となった「ニューコム」に対して4機目の神風が船体中央部に突入し、火勢を強める役割を果たした。僚艦「ロイツェ (USS Leutze, DD-481) 」が消火のため「ニューコム」に横付けしたが、この時、新たな神風が突入しようとしていた。「ニューコム」は辛うじて一番砲塔が人力での操作が可能であり、偶然5機目の神風がいた方角を向いていたためそのまま発砲。しかし、5機目も「ニューコム」の中央部に命中し、弾みで「ロイツェ」の艦尾にも命中して損害を与えた。完全に動力を失った「ニューコム」は戦死18名、行方不明25名、負傷64名を出し、駆逐艦「ビール(USS Beale, DD-471) 」の護衛と艦隊曳船「テケスタ(USS Tekesta, ATF-93) 」の曳航により慶良間諸島の泊地に向かった。
「ニューコム」は工作艦「ヴェスタル (USS Vestal, AR-4) 」によって6月14日まで仮修理が行われたあと、サイパン島、真珠湾を経て8月8日にサンフランシスコに到着。しかし、間もなく戦争が終わり、修理は行われなかった。1945年11月20日に退役し、1946年3月28日に除籍。その後、1947年10月にメア・アイランド海軍造船所で解体された。
「ニューコム」は第二次世界大戦の戦功で8個の従軍星章を受章し、殊勲部隊章と海軍部隊表彰を1つずつ受章した。

### サイト
- “DD-586 Newcomb” (チェコ語). Naval War in Pacific 1941 - 1945.   valka.cz. 2012年12月14日閲覧。
- この記事はアメリカ合衆国政府の著作物であるDictionary of American Naval Fighting Shipsに由来する文章を含んでいます。 記事はここで閲覧できます。

### 印刷物
- デニス・ウォーナー、ペギー・ウォーナー『ドキュメント神風 特攻作戦の全貌』 上、妹尾作太男（訳）、時事通信社、1982年。ISBN 4-7887-8217-0。
- デニス・ウォーナー、ペギー・ウォーナー『ドキュメント神風 特攻作戦の全貌』 下、妹尾作太男（訳）、時事通信社、1982年。ISBN 4-7887-8218-9。
- 木俣滋郎『日本戦艦戦史』図書出版社、1983年。
- 森本忠夫『特攻 外道の統率と人間の条件』文藝春秋、1992年。ISBN 4-16-346500-6。
- 木俣滋郎『日本潜水艦戦史』図書出版社、1993年。ISBN 4-8099-0178-5。
- 『世界の艦船増刊第43集　アメリカ駆逐艦史』、海人社、1995年。
- M.J.ホイットレー『第二次大戦駆逐艦総覧』岩重多四郎（訳）、大日本絵画、2000年。ISBN 4-499-22710-0。